# Talekor
Et talekor (også kaldet råbekor) er et musikværk komponeret for to eller flere stemmer. Til tider er stemmerne delt ud på sopran, alt, tenor og bas af hensyn til at få forskellige tonelejer selvom talekoret i reglen ikke bygger på toneleje. Værket er en tekst med distinktive rytmer og dynamik. Ofte supplerer eller bekræfter de forskellige stemmers tekst hinanden og mens værket går mod sit klimaks bliver rytmerne ofte mere komplimentære. Et talekor gøres interessant ved at være særlig specifik med rytmerne og gøre meget ud af dynamikken eftersom de to faktorer udgør hvad et talekor kan udtrykke.
Et godt eksempel på et værk for talekor kor er Ernst Tochs geografiske fuga. Denne er netop delt op i de fire stemmelejer, hvor tenoren indleder alene, hvorpå de andre stemmer gradvist bygges på. Der benyttes i løbet af værket mange forskellige rytmer, og der er en udtalt dynamisk rettesnor. Teksten er ikke det vigtige – der nævnes blot ca. 10 forskellige geografiske steder, der så mixes godt sammen. Stykket ender med et stort crescendo, hvor sopranen ruller på et "r" i to takter, mens de tre andre stemmer på forskellig vis bygger op til alles sidste samme geografiske råb. Værket er sidste del af en suite kaldet Gesprochene Musik hvor komponisten prøver at producere forskellige musikalske effekter gennen tale.

## Eksterne links
- An Introduction to MIESKUORO HUUTAJAT et finsk råbekor, der er en smule kontroversielt, men meget populært

| Musik | Spire Denne musikartikel er en spire som bør udbygges. Du er velkommen til at hjælpe Wikipedia ved at udvide den. |